# Harpactea zoiai
Harpactea zoiai este o specie de păianjeni din genul Harpactea, familia Dysderidae, descrisă de Gasparo, 1999.
Este endemică în Grecia. Conform Catalogue of Life specia Harpactea zoiai nu are subspecii cunoscute.